# Кестен, Стефан
Стефан Кестен (фр. Stefan Kesten; родился как Саломон Кестенбаум (фр. Salomon Kestenbaum); 18 июля 1888 — 30 июня 1953) — французский шахматист.

## Биография
Стефан Кестен родился как Саломон Кестенбаум в Варшаве. В мае 1940 года получил французское гражданство. Он был одним из ведущих шахматистов Франции в начале 1950-х годов. Он был шахматным популяризатором в «Кафе де ля Режанс» и в частном клубе «L'Automobile Club de France». После Второй мировой войны Стефан Кестен создал первую шахматную колонку во французской ежедневной газете «Combat». Первая его хроника появилась в номере от 30 июня и 1 июля 1946 года и просуществовала до мая 1950 года, когда он вышел на пенсию.
Представлял сборную Франции на шахматной олимпиаде (1950).